# Anguticha
L'Anguticha (in russo Ангутиха?) è un fiume della Russia siberiana occidentale, affluente di sinistra dell'Enisej. Scorre nel Turuchanskij rajon del Territorio di Krasnojarsk.
Il fiume scorre all'estremità nord-orientale del bassopiano della Siberia Occidentale in una zona paludosa con un corso molto irregolare, cambiando spesso direzione. Sfocia nel canale Angutinskaja parallelo al corso dell'Enisej, a  circa 918 km dalla foce del fiume, presso il villaggio di Anguticha. Ha una lunghezza di 158 km e il suo bacino è di 1 640 km².